# Eduard Antoja Vigo
Eduard Antoja Vigo (31 de juliol de 1918 - 19 de febrer de 1976) va ser un polític català i el primer director de la Revista de Badalona. Germà de Felip Antoja Vigo, alcalde de Badalona durant el franquisme.
Políticament va ser tinent d'alcalde de Badalona diverses vegades: escollit pel terç representatiu de les entitats econòmiques, culturals i professionals com a regidor el desembre de 1948, durant el mandat de Lluís Maristany Palanco va ser escollit com setè tinent encarregat de la regidoria de cultura el 1949; sisè, també com a regidor de cultura el 1951; i quart tinent encarregat d'hisenda el 1952. Durant el mandat d'aquest alcalde, Antoja va ser una de les autoritats locals presents durant la visita de Francisco Franco a Badalona.
Va tenir també diversos càrrecs com a delegat: delegat comarcal del Ministeri d'Informació fins a l'any 1954, càrrec que havia ocupat durant més de dotze anys; va ser també delegat de la vicesecretaria d'Educació Popular durant molts anys i, finalment, va ser delegat local de Premsa i Propaganda a Badalona, durant l'exercici d'aquest càrrec va ser un dels impulsors i fundadors de la Revista de Badalona el 1941 i el seu director durant diversos anys, publicació lligada al moviment franquista local. Membre de la secció de Belles Arts del Museu de Badalona, actuava com a vocal, jurat i atorgant de premis i trofeus, celebrat anualment, amb constància, per exemple, que a l'exposició amb motiu del XXV aniversari de la fundació de la secció l'any 1975 va donar el tercer premi.
Al llarg de la seva vida, Antoja va ser homenatjat en diverses ocasions: el 1951 en el X aniversari de la Revista de Badalona, i el 1953 pel grup de belles arts de Badalona, on va intervenir Antoni Ros i Güell. Es va casar amb Maria del Remei Giralt el 1944; la parella va tenir dos fills i una filla, Eduard, Francesc Xavier i Maria del Carme.
Antoja va morir el 19 de febrer de 1976, als 57 anys, i va ser enterrat al Cementiri de Collserola.